# Domenico Sorrentino
Domenico Sorrentino (Boscoreale, 16 maggio 1948) è un arcivescovo cattolico italiano, dal 19 novembre 2005 vescovo di Assisi-Nocera Umbra-Gualdo Tadino e dal 26 giugno 2021 vescovo di Foligno.

## Biografia
Nasce a Boscoreale, nella città metropolitana di Napoli e nella diocesi di Nola, il 16 maggio 1948.

### Formazione e ministero sacerdotale
Frequenta il seminario vescovile della diocesi di Nola e poi quello regionale di Salerno. Consegue il dottorato in teologia alla Pontificia Università Gregoriana.
Il 24 giugno 1972 è ordinato presbitero per la diocesi di Nola.
Dopo l'ordinazione sacerdotale ricopre l'incarico di collaboratore parrocchiale della Chiesa di Maria Santissima della Stella in Nola. Viene poi nominato parroco di San Giorgio Martire in Liveri e assistente del Movimento dei Lavoratori di Azione Cattolica. In seguito è chiamato a ricoprire l'incarico di direttore dell'Ufficio Catechistico e di vicario episcopale per l'evangelizzazione e la cultura.
Dal 1992 presta servizio presso la prima sezione della Segreteria di Stato della Santa Sede.
È il maggiore studioso della figura dell'economista cattolico Giuseppe Toniolo, al quale ha dedicato diversi volumi.

### Ministero episcopale
Il 17 febbraio 2001 papa Giovanni Paolo II lo nomina arcivescovo-prelato di Pompei e delegato pontificio per il santuario della Beata Vergine del Rosario; succede a Francesco Saverio Toppi, dimessosi per raggiunti limiti di età. Il 19 marzo successivo riceve l'ordinazione episcopale, nella basilica di San Pietro in Vaticano, per imposizione delle mani dello stesso pontefice, co-consacranti i cardinali Angelo Sodano, segretario di Stato, e Giovanni Battista Re, prefetto della Congregazione per i vescovi. Il 7 aprile prende possesso della prelatura.
Il 2 agosto 2003 è chiamato a Roma come segretario della Congregazione per il culto divino e la disciplina dei sacramenti; succede a Francesco Pio Tamburrino, nominato arcivescovo metropolita di Foggia-Bovino. Rimane amministratore apostolico della prelatura e delegato pontificio per il santuario fino alla nomina del successore. Il 7 ottobre dello stesso anno accoglie nella città mariana di Pompei papa Giovanni Paolo II.
Il 19 novembre 2005 papa Benedetto XVI lo nomina vescovo (con titolo personale di arcivescovo) di Assisi-Nocera Umbra-Gualdo Tadino; succede a Sergio Goretti, dimessosi per raggiunti limiti di età. L'11 febbraio 2006 prende possesso della diocesi.
Il 12 agosto 2012 indice il sinodo diocesano.
Accoglie più volte i pontefici in visita ad Assisi: papa Benedetto XVI il 17 giugno 2007; papa Francesco il 4 ottobre 2013, nel giorno della festa di San Francesco d'Assisi, il 4 agosto 2016, il 20 settembre 2016, il 3 ottobre 2020, quando, sulla tomba di San Francesco nella basilica omonima, firma l'enciclica Fratelli tutti, e il 24 settembre 2022, in occasione di The Economy of Francesco.
È membro, per nomina pontificia, della Congregazione per il culto divino e la disciplina dei sacramenti dal 28 ottobre 2016.
Il 26 giugno 2021 papa Francesco lo nomina anche vescovo di Foligno, unendo così in persona episcopi le sedi di Assisi-Nocera Umbra-Gualdo Tadino e di Foligno; succede a Gualtiero Sigismondi, precedentemente nominato vescovo di Orvieto-Todi. Il 28 agosto successivo prende possesso della diocesi nella chiesa di San Giacomo, essendo la cattedrale di Foligno inagibile in seguito al terremoto dell'Italia centrale del 2016.
Presso la Conferenza episcopale umbra è segretario della stessa, dal 2010, e delegato per il laicato, delegato per la famiglia e la vita e delegato per l'educazione, la scuola e l'università.
L'11 febbraio 2023 è nominato assistente ecclesiastico del Collegamento Nazionale Santuari, succedendo così a Carlo Mazza, vescovo emerito di Fidenza.
Al compimento del 75º anno di età presenta al pontefice la rinuncia al governo pastorale delle diocesi di Assisi-Nocera Umbra-Gualdo Tadino e di Foligno, ma il 15 giugno 2023 il nunzio apostolico in Italia, Emil Paul Tscherrig, gli comunica l'intenzione del papa di confermarlo donec aliter provideatur negli incarichi; dopo due anni sarà valutata la possibilità della nomina di un vescovo coadiutore che lo affianchi nel rimanente periodo alla guida delle diocesi.
Con lettera datata 5 dicembre 2023, divenuta pubblica nel gennaio del 2024, papa Francesco lo conferma alla guida di The Economy of Francesco, del quale è, dalla fondazione, presidente del comitato organizzatore, nominandolo quale "autorità competente".

## Genealogia episcopale e successione apostolica
La genealogia episcopale è:
- Cardinale Scipione Rebiba
- Cardinale Giulio Antonio Santori
- Cardinale Girolamo Bernerio, O.P.
- Arcivescovo Galeazzo Sanvitale
- Cardinale Ludovico Ludovisi
- Cardinale Luigi Caetani
- Cardinale Ulderico Carpegna
- Cardinale Paluzzo Paluzzi Altieri degli Albertoni
- Papa Benedetto XIII
- Papa Benedetto XIV
- Papa Clemente XIII
- Cardinale Enrico Benedetto Stuart
- Papa Leone XII
- Cardinale Chiarissimo Falconieri Mellini
- Cardinale Camillo Di Pietro
- Cardinale Mieczysław Halka Ledóchowski
- Cardinale Jan Maurycy Paweł Puzyna de Kosielsko
- Arcivescovo Józef Bilczewski
- Arcivescovo Bolesław Twardowski
- Arcivescovo Eugeniusz Baziak
- Papa Giovanni Paolo II
- Arcivescovo Domenico Sorrentino

La successione apostolica è:
- Arcivescovo Vittorio Francesco Viola, O.F.M. (2014)

## Opere
- Domenico Sorrentino, La conciliazione e il "fascismo cattolico" : i tempi e la figura di Egilberto Martire, Brescia, Morcelliana, 1980
- Domenico Sorrentino, Il Cantico di frate Sole o delle creature : nella fortuna critico-letteraria, Salerno, 1982
- Domenico Sorrentino, S. Francesco d'Assisi nell'11. canto del Paradiso : commentato dalle fonti francescane e dagli affreschi di Giotto, Mercato S. Severino, editore Moriniello, 1982
- Domenico Sorrentino, Storia della conferenza internazionale dello scautismo, Roma, Nuova Fiordaliso, 2004
- Domenico Sorrentino, Gioia solidale : il pensiero che unisce Giuseppe Toniolo e papa Francesco, La gioia del Vangelo, Roma, AVE, 2014,  p. 70, OCLC 1090170367. Ospitato su archive.is.
- Pasquale Giustiniani; Carmine Matarazzo; Michele Miele; Domenico Sorrentino, Giordano Bruno : oltre il mito e le opposte passioni, Biblioteca teologica napoletana, n. 23, Napoli, Facoltà teologica dell'Italia meridionale, Sez. S. Tommaso d'Aquino, 2002,  p. 320, OCLC 859965494.

### Monografie su Giuseppe Toniolo
- Domenico Sorrentino, Giuseppe Toniolo. Una Chiesa della storia, Cinisello Balsamo, Edizioni Paoline, 1987
- Domenico Sorrentino, Giuseppe Toniolo: una biografia, Cinisello Balsamo, Edizioni Paoline, 1988
- Domenico Sorrentino, L'economista di Dio. Giuseppe Toniolo, Roma, AVE, 2001